# Витіснення нафти з пласта перегрітою парою

Витіснення нафти перегрітою парою — метод збільшення нафтовилучення з пластів, який найбільш поширений при витісненні високов'язких нафт. У цьому процесі пару нагнітають з поверхні у пласти з низькою температурою і високою в'язкістю нафти через спеціальні паронагнітальні свердловини, розташовані всередині контуру нафтоносності. Пара, що має велику теплоємність, вносить у пласт значну кількість теплової енергії, яка витрачається на нагрівання пласта та зниження відносної проникності, в'язкості і розширення всіх насичуючих пласт агентів — нафти, води, газу.

## Механізм вилучення нафти з пласта
Механізм вилучення нафти з пласта, при нагнітанні в нього перегрітої пари, ґрунтується на змінах властивостей нафти і води, що містяться у пласті, в результаті підвищення температури. З підвищенням температури в'язкість нафти, її густина і міжфазове відношення знижуються, а пружність парів підвищується, що сприятливо впливає на нафтовилучення.
При паротепловому впливі (ПТВ) у пласті утворюються три характерні зони, що розрізняються за температурою, ступенем та характером насичення:
- зона пари навколо нагнітальної свердловини з температурою, що змінюється від температури пари до температури початку конденсації (400  200 °С), в якій відбуваються екстракція з нафти легких фракцій (дистиляція нафти) і перенесення (витіснення) їх парою по пласту, тобто спільна фільтрація пари та легких фракцій нафти;
- зона гарячого конденсату, в якій температура змінюється від температури початку конденсації (200 °С) до пластової, а гарячий конденсат і вода у неізотермічних умовах витісняє легкі фракції та нафту;
- зона з початковою пластовою температурою, не охоплена тепловою дією, в якій відбувається витіснення нафти пластовою водою.

При нагріванні пласта відбувається дистиляція нафти, зниження в'язкості та об'ємне розширення всіх пластових агентів, зміна фазових проникностей, змочуваності гірської породи та рухливості нафти, води та ін.